# Oficina Postal Old Chelsea Station
La Oficina Postal Old Chelsea Station (en inglés: United States Post Office–Old Chelsea Station) es una Oficina Postal histórica ubicada en Nueva York, Nueva York. La Oficina Postal Old Chelsea Station se encuentra inscrita  en el Registro Nacional de Lugares Históricos desde el 11 de mayo de 1989. Kebbon, Eric; Fiene, Paul fue el arquitecto de la Oficina Postal Old Chelsea Station.

## Ubicación
La Oficina Postal Old Chelsea Station se encuentra dentro del condado de Nueva York en las coordenadas 40°46′07″N 73°59′56″O / 40.768611, -73.998889.